# Dormaalocyon
Dormaalocyon — вимерлий рід хижоподібних ссавців, який існував понад 50 мільйонів років тому. Вид був виявлений, коли скам’янілості були розкопані в селі Дормаал, поблизу Зутлеу, у бельгійській провінції Фламандський Брабант. Відкриття вперше було опубліковано в січні 2014 року в Journal of Vertebrate Paleontology. Також скам'янілості цього монотипного роду знайдені в Португалії та Франції.